# FIFA 09
FIFA 09 – gra komputerowa z serii FIFA dostępna od października 2008 na platformy Nintendo DS, PC, PlayStation 2, PlayStation 3, PlayStation Portable, Wii, N-Gage 2.0 oraz Xbox 360.

## Ścieżka dźwiękowa
Komplet ścieżki dźwiękowej wydano 14 sierpnia 2008. FIFA 09 posiada 42 piosenki z 21 państw.
- Caesar Palace - 1ne
- Chromeo - Bonafied Lovin' (Yuksek Remix)
- Cansei de Ser Sexy - Jager Joga
- Curumin - Margrela
- Cut Copy - Lights and music
- Damian Marley - Something for you (Loaf of bread)
- Datarock - True Stories
- DJ Bitman - Me Gustan
- Duffy - Mercy
- Foals - Olympic Airways
- Gonzales - Working Together (Boyze Noise remix)
- Hot Chip - Ready For The Floor (Soulwas remix)
- Jakobinarina - I'm a Villain
- Junkie XL - Mad Pursuit
- Jupiter One - Platform Moon
- Kasabian - Fast fuse
- Ladytron - Runaway
- Lykke Li - I'm Good I'm Gone
- Macaco - Movin'
- MGMT - Kids
- My Federation - What Gods are these
- Najwajean - Drive Me
- Plastilina Mosh - Let U Know
- Radiopilot - Fahrrad
- Reverend and the Makers - Open Your Window
- Sam Sparro - Black and Gold
- Señor Flavio - Lo Mejor Del Mundo
- Soprano - Victory
- The Airborne Toxic Event - Gasoline
- The Black Kids - I'm Not Gonna Teach Your Boyfriend How To Dance With You (The Twelves Remix)
- The Bloody Beetroots - Butter
- The Fratellis - Tell Me A Lie
- The Heavy - That Kind Of Man
- The Kissaway Trail - 61
- The Kooks - Always Where I Need To Be
- The Pinker Tones - The Whistling Song
- The Script - The End Where I Begin
- The Ting Tings - Keep Your Head
- The Veronicas - Untouched
- The Whip - Muzzle #1
- Tom Jones - Feels Like Music (Junkie XL Remix)
- Ungdomskulen - Modern Drummer

## Okładki gry
Na każdej okładce znajduje się Ronaldinho. Oprócz niego są również:
- Polska; Rosja; Australia; Wielka Brytania → Wayne Rooney
- Niemcy → Kevin Kuranyi
- Francja → Franck Ribéry, Karim Benzema
- Włochy → Daniele De Rossi
- Portugalia → Ricardo Quaresma
- Hiszpania → Gonzalo Higuaín
- Szwajcaria → Tranquillo Barnetta
- Węgry → Balázs Dzsudzsák
- Ameryka → Guillermo Ochoa, Maurice Edu
- Irlandia → Richard Dunne
- Czechy → Petr Čech